# Rowett (Južni Shetland)
Otok Rowett je stjenoviti otok dug 800 metra, koji leži neposredno uz Cape Lookout, na Otoku slonova, u otočju Južni Shetland. Otok Rowett bio je poznat i američkim i britanskim lovcima na tuljane još 1822. Otoku Rowettu su imenovali članovi britanske ekspedicije (1921.-1922.) pod vodstvom Ernesta Shackletona po Johnu Quilleru Rowettu, glavnom pokrovitelju ekspedicije.

## Vanjske poveznice
|  | Zajednički poslužitelj ima još gradiva o temi Rowett (Južni Shetland) |